# Liste der Kulturdenkmäler in Wellerode
Die folgende Liste enthält die in der Denkmaltopographie ausgewiesenen Kulturdenkmäler auf dem Gebiet des Ortsteils Wellerode der Gemeinde Söhrewald, Landkreis Kassel, Hessen.
Hinweis: Die Reihenfolge der Denkmäler in dieser Liste orientiert sich an der Anschrift, alternativ ist sie auch nach der Bezeichnung oder der Bauzeit sortierbar.
Kulturdenkmäler werden fortlaufend im Denkmalverzeichnis des Landes Hessen durch das Landesamt für Denkmalpflege Hessen auf Basis des Hessischen Denkmalschutzgesetzes (HDSchG) geführt. Die Schutzwürdigkeit eines Kulturdenkmals hängt nicht von der Eintragung in das Denkmalverzeichnis des Landes Hessen oder der Veröffentlichung in der Denkmaltopographie ab.

Das Vorhandensein oder Fehlen eines Objekts in dieser Liste ist keine rechtsverbindliche Auskunft darüber, ob es Kulturdenkmal ist oder nicht: Diese Liste entspricht möglicherweise nicht dem aktuellen Stand der offiziellen Denkmaltopographie. Diese ist für Hessen in den entsprechenden Bänden der Denkmaltopographie Bundesrepublik Deutschland und im Internet unter DenkXweb – Kulturdenkmäler in Hessen einsehbar. Auch diese Quellen sind, obwohl sie durch das Landesamt für Denkmalpflege Hessen aktualisiert werden, nicht immer aktuell, da es im Denkmalbestand immer wieder Änderungen gibt.
Eine verbindliche Auskunft erteilt allein das Landesamt für Denkmalpflege Hessen.
Nutze diese Kartenansicht, um Koordinaten in der Liste zu setzen. In dieser Kartenansicht sind Kulturdenkmale ohne Koordinaten mit einem roten bzw. orangen Marker dargestellt und können in der Karte gesetzt werden. Kulturdenkmale ohne Bild sind mit einem blauen bzw. roten Marker gekennzeichnet, Kulturdenkmale mit Bild mit einem grünen bzw. orangen Marker.
| Bild                                                                         | Bezeichnung                                          | Lage | Beschreibung | Bauzeit | Objekt-Nr. |
| ---------------------------------------------------------------------------- | ---------------------------------------------------- | --- | --- | --- | ---------- |
| Bild gesucht BW                                                              | Gesamtanlage historischer Ortskern Wellerode         | Gesamtanlage Lage | | | 87792 DDB  |
| weitere Bilder                                                               | Evangelische Kirche                                  | An der Kirche LageFlur: 5, Flurstück: 46/7 | Nach Plänen von Otto Hoßfeld (Berlin) und Gustav Janert (Kassel) errichtete Kirche.                                                                       | 1901/02 | 87754 DDB  |
| Ehemalige Schule und Bürgermeisteramt                                        | Ehemalige Schule und Bürgermeisteramt                | Kirchgasse 2 LageFlur: 5, Flurstück: 48/2 | Zweigeschossiges Fachwerkgebäude. | Ende 17. Jahrhundert (Kern), 1719 (östliche Erweiterung).                                                   | 87753 DDB  |
| Bild gesucht BW                                                              | Streckhof                                            | Bachstraße 1/1A/1B LageFlur: 7, Flurstück: 9/3, 9/4, 9/5 | | Ende 18. Jahrhundert                                                                                        | 87755 DDB  |
| Thomassches Haus (Schützenhaus)                                              | Thomassches Haus                                     | Fahrenbachstraße 5 LageFlur: 6, Flurstück: 143/1 | | Nach 1750                                                                                                   | 87756 DDB  |
| Erntennenhaus                                                                | Erntennenhaus, sogenanntes „Haus Neutze“             | Fahrenbachstraße 11 LageFlur: 6, Flurstück: 148/1 | | Um 1750 (Kern), im 19. Jahrhundert erweitert.                                                               | 87757 DDB  |
| Bild gesucht BW                                                              | Zwei kleinformatige Fachwerkwohnhäuser.              | Fahrenbachstraße 12/14 LageFlur: 4, Flurstück: 50/1, 53/4 | | Nach 1750                                                                                                   | 87758 DDB  |
| Streckhofanlage · Detail Eingangstür                                         | Streckhofanlage, sogenanntes „Eckhardsches Haus“     | Fahrenbachstraße 15 LageFlur: 5, Flurstück: 7/12 | | 1625 (Inschriftlich), im 18. Jahrhundert erweitert.                                                         | 87759 DDB  |
| Bild gesucht BW                                                              | Erntennenhaus                                        | Fahrenbachstraße 18 LageFlur: 4, Flurstück: 63/1 | | Vor 1850 | 87760 DDB  |
| Bild gesucht BW                                                              | Erntennenhaus                                        | Fahrenbachstraße 19 LageFlur: 5, Flurstück: 18/3 | | Vor 1750 | 87761 DDB  |
| Bild gesucht BW                                                              | Fachwerkgebäude                                      | Fahrenbachstraße 22 LageFlur: 4, Flurstück: 66/2 | | Ende 18. Jahrhundert                                                                                        | 87775 DDB  |
| Autobahnbrücke (Luftaufnahme) · Ansicht                                      | Autobahnbrücke                                       | Hals LageFlur: 15, Flurstück: 139, 52/1 | Östlich von Wellerode liegt im Wald eine Autobahnbrücke von 1939 und einziges bauliches Relikt der „Strecke 78“ (Abschnitt zwischen Kassel und Eisenach). | 1934 (Planung), 1939 (Autobahnbrücke).                                                                      | 87751 DDB  |
| Wüstungskirche Stückkirchen · Ansicht                                        | Wüstungskirche Stückkirchen                          | Hessenhagerkirche LageFlur: 15, Flurstück: 170/100 | Überreste der wüsten Kirche, für die seit dem 19. Jahrhundert der Name Stückkirchen geläufig.                                                             | 1155 als „Hagen“ erstmals in einer Urkunde des Klosters Breitenau Erwähnung, die letzte Erwähnung war 1460. | 87752 DDB  |
| Bild gesucht BW                                                              | Fachwerkwohnhaus                                     | Kasseler Straße 11 LageFlur: 1, Flurstück: 188/117 | | Beginn 20. Jahrhundert                                                                                      | 87762 DDB  |
| Bild gesucht BW                                                              | Streckhof                                            | Schulstraße 2 LageFlur: 7, Flurstück: 22/2 | | Nach 1750                                                                                                   | 87765 DDB  |
| Alte Schule                                                                  | Schule                                               | Schulstraße 6 LageFlur: 7, Flurstück: 32/13 | Zweigliedriger Baukörper in rechtwinkliger Anordnung. | 1926/27 | 87766 DDB  |
| Bild gesucht BW                                                              | Fachwerkwohnhaus                                     | Steinweg 2 LageFlur: 7, Flurstück: 61/55 | | Beginn 20. Jahrhundert                                                                                      | 87767 DDB  |
| Bild gesucht BW                                                              | Fachwerkgebäude                                      | Untere Bergstraße 2 LageFlur: 4, Flurstück: 42/5 | | Vor 1750 | 87768 DDB  |
| Bild gesucht BW                                                              | Fachwerkwohnhaus                                     | Wattenbacher Straße 2 LageFlur: 7, Flurstück: 11 | | 1804 (Inschrift)                                                                                            | 87770 DDB  |
| Bild gesucht BW                                                              | Gebäudekomplex                                       | Wattenbacher Straße 3 LageFlur: 5, Flurstück: 51/2 | | Nach 1750                                                                                                   | 87769 DDB  |
| Bild gesucht BW                                                              | Dreiteiliger Gebäudekomplex im Ursprung ein Einhaus. | Wattenbacher Straße, Wattenbacher Straße 14 LageFlur: 7, Flurstück: 44/8, 44/9                                                                                                   | | Vor 1750, im 19. Jahrhundert (erweitert zum Streckhof)                                                      | 87771 DDB  |
| Bild gesucht BW                                                              | Erntennenhaus                                        | Wattenbacher Straße 16 LageFlur: 7, Flurstück: 46/6 | | Ende 18. Jahrhundert                                                                                        | 87772 DDB  |
| Bild gesucht BW                                                              | „Tichhänssches Haus“                                 | Wattenbacher Straße 28 LageFlur: 3, Flurstück: 605/36 | Der Name „Tichhäns“ (mundartlich für Teich-Hans) rührt von dem einst oberhalb des Hauses gelegenen Teich und dem damaligen Eigentümer Hans Bernhardt.     | Translozierung vermutet, wesentliche Veränderungen Ende 19. Jahrhundert.                                    | 87773 DDB  |
| Ehemaliger Bahnhof, Bahnhofsgebäude „Wellerode Wald“ · Ansicht Winter (2013) | Ehemaliger Bahnhof                                   | Zechenweg 2 LageFlur: 3, Flurstück: 638/21 | Bahnhofsgebäude „Wellerode Wald“ | 1912 | 87774 DDB  |
| Bild gesucht BW                                                              | Sachgesamtheit Seilbahnstützen                       | Zeche Stellberg, Stellbergstriesch, Stellberg, Schorn, Radhecke, Lenzigskeller, Heckenwiesen LageFlur: 17, 18, 19, Flurstück: 14/2, 2/2, 4/1, 74, 12, 20/1, 27/18, 3/2, 3/3, 6/1 | | | 87750 DDB  |